# Planet Labs
Planet Labs, Inc. (anteriormente Cosmogia, Inc.) es una compañía privada de Satélites de Observación de la Tierra basada en San Francisco, California, EE. UU. La compañía diseña y fabrica satélites de miniatura Triple-CubeSat llamados Doves los cuales una vez listos son lanzados en órbita como carga útil secundaria de otras misiones de lanzamiento satelital. Cada Dove está equipado con un telescopio de alta potencia y una cámara programados para capturar diferente franjas de la Tierra. Cada Dove, satélite de observación de la Tierra, escanea continuamente la Tierra, enviando los datos capturados una vez que pase encima de una estación terrestre de recepción. Juntos, Doves forman una constelación de satélite que entrega una imagen completa de la Tierra todos los días en 3–5m de resolución óptica.
Las imágenes colectadas por los Doves, las cuales pueden ser accedidas en línea cuyas algunas son disponibles bajo una política de acceso libre de datos abiertos, proporciona la información actual pertinente para monitorear el clima, los cambios en el uso del suelo, controlar la deforestación, predecir la cosecha de los cultivos, ordenar la planificación urbana y coordinar la respuesta antes desastre... Con la adquisición de la compañía BlackBridge en julio de 2015, Planet Labs tuvieron 87 satélites Doves y 5 satélites RapidEye en órbita. En 2017, Planet lanzó unos 88 satélites Doves adicional y Google le vendió su filial Terra Bella con su constelación de satélite SkySat. La combinación de los satélites Doves forma la mayor constelación nunca puesta en órbita. En septiembre de 2018, la compañía había lanzado casi 300 satélites, 150 de los cuales son todavía en actividad.

## Historia

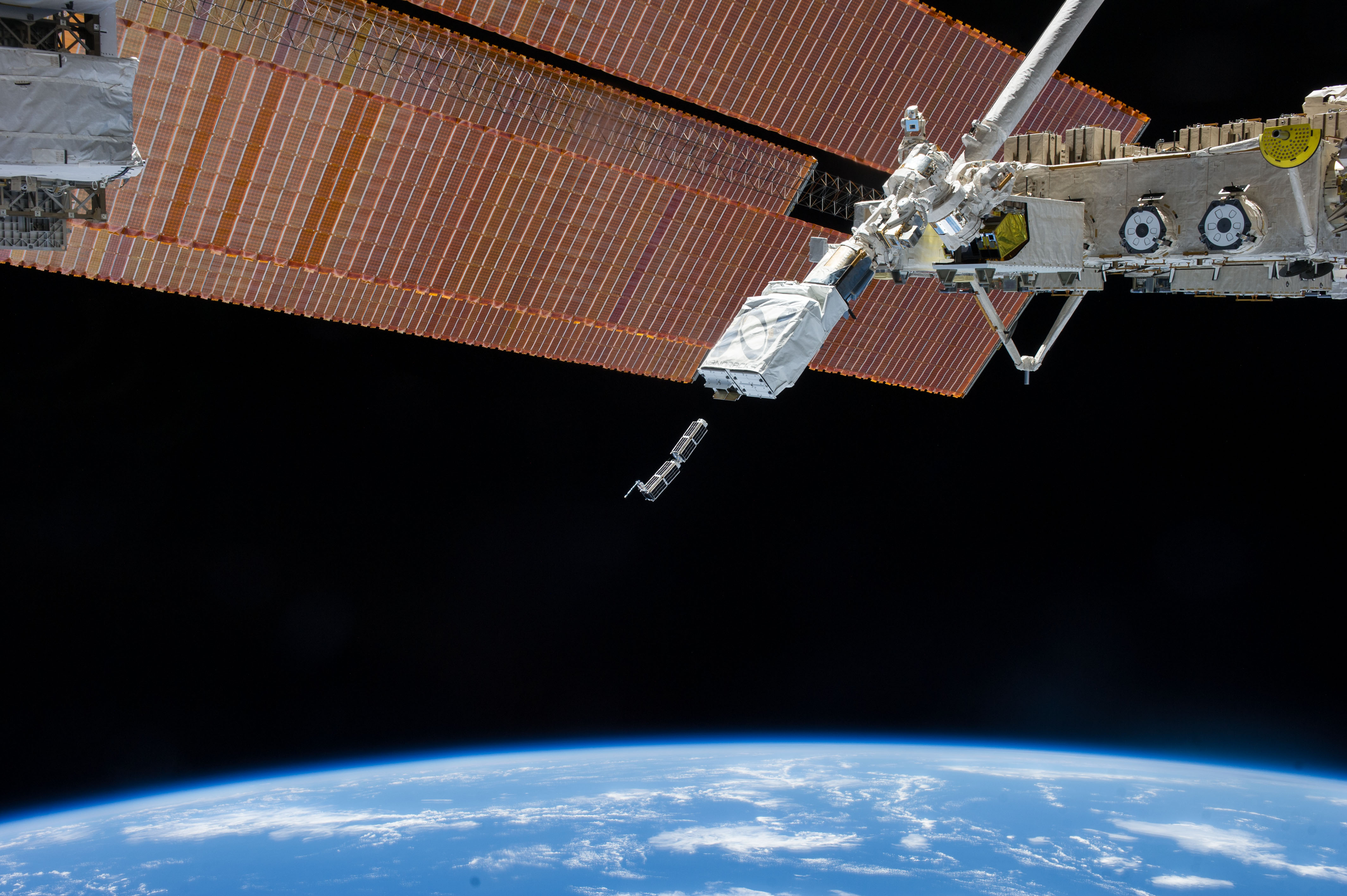
Primer par de los 28 satélites Dove (centro de la imagen) lanzados desde la ISS mediante el NanoRacks CubeSat Deployer (2014)

Planet Labs fue fundada en 2010 como Cosmogia por antiguos científicos de la NASA: Chris Boshuizen, Will Marshall y Robbie Schingler. Lanzó dos satélites CubeSat de prueba (Dove 1 y Dove 2) en abril de 2013. Dove 3 y Dove 4 fueron lanzados en noviembre de 2013.
En junio de 2013, anunció el plan de lanzar Flock-1, una constelación de 28 satélites de Observación de la Tierra.
Los minisatélites  Cubesat que formaban Flock-1 fueron transportados a la Estación Espacial Internacional en enero de 2014, siendo colocados en su órbita exacta  a mediados de febrero mediante un dispositivo situado a bordo de la estación, el NanoRacks CubeSat Deployer. La compañía planeaba haber lanzado un total de 131 satélites a mediados de 2015.
En enero de 2015, la empresa Planet Labs obtuvo financiación por un total de 95 millones de dólares. Más adelante, en mayo de 2015, obtuvo otros 183 millones procedentes de inversores de capital-riesgo.
En julio de 2015, Planet Labs adquirió BlackBridge y su constelación RapidEye.
El 18 de abril de 2017, Google completó la venta de Terra Bella y su constelación SkySat a Planet Labs. Como parte de la venta, Google adquirió una participación equivalente en Planet Labs y se llegó a un acuerdo multi-anual para adquirir imágenes de SkySat.
El 21 de enero de 2018, el CubeSat Dove Pioneer era parte de la carga útil de un cohete Electron de la compañía Rocket Lab, el primero en ser colocado en órbita lanzado desde una base de lanzamiento de propiedad y operación privada en la península Mahia, en Nueva Zelanda.[cita requerida]
En julio de 2018, Planet despidió a un poco menos del diez por ciento de su personal. En septiembre de 2018, la compañía había lanzado 298 satélites, 150 de los cuales estaban todavía operativos.

## Constelaciones de satélites

### Flock
Flock consiste en una serie de múltiples constelaciones de satélites que están diseñadas para observar la Tierra. Al usar varios satélites pequeños, CubeSat, la constelación produce imágenes de alta resolución de la Tierra de tres a cinco metros. Comenzó a funcionar en 2014. La misión utiliza la ISS (la Estación Espacial Internacional) y diferentes vehículos de lanzamiento para ponerlos en órbita.
Los satélites Flock 1 son CubeSat que pesan 4 kilogramos (8,8 lb) (1000 veces menos que los satélites de imágenes comerciales clásicos), miden 10 x 10 x 30 centímetros (3,9 x 3,9 x 11,8 plg) de longitud, anchura y altura, orbitan a una altura de unos 400 kilómetros (248,5 mi) y proporcionan imágenes con una resolución de 3-5 metros (9,8-16,4 pies) para las aplicaciones ambientales, humanitarias y de negocios previstas.
Flock 2e, que consta de veinte CubeSat 3U, se lanzó el 23 de marzo de 2016 en la misión de carga Cygnus CRS OA-6.
Flock 2p, que consta de doce satélites Dove, y Flock 3p, que consta de 88 satélites Dove, se lanzó desde el Centro Espacial Satish Dhawan en Sriharikota, India, por la ISRO (Organización de Investigación Espacial de la India) el 22 de junio de 2016 y el 15 de febrero de 2017, respectivamente. Flock 3p fue la flota de satélites más grande jamás lanzada.
Flock 2k, que consta de 48 satélites, se lanzó el 14 de julio de 2017 a bordo del Soyuz-2.1a.
Flock 3m, que consta de solo cuatro satélites Dove, se lanzó el 31 de octubre de 2017 en un cohete Minotaur C, junto con seis de los satélites SkySat de Planet Labs.
Flock 3p', que consta de cuatro satélites Dove, se lanzó en la misión PSLV-C40 de la ISRO (India) el 12 de enero de 2018.
| \| \| \| \| |  |  |
| Tres imágenes del monte Dukono ubicado en la parte norte de la isla de Halmahera, Indonesia. Debido a los satélites Dove que orbitan en 'bandadas', es posible realizar actualizaciones de imágenes diarias o incluso cada hora de la superficie de la tierra |  |  |
| |  |  |

### RapidEye
RapidEye es una constelación de cinco satélites que produce 5 metros (5,5 yd) imágenes de alta resolución, que Planet Labs adquirió a la empresa alemana BlackBridge.
Los satélites fueron construidos por Surrey Satellite Technology Ltd. (SSTL) de Guildford, subcontratada por MacDonald Dettwiler (MDA) de Richmond, Canadá. Cada satélite se basa en una evolución del bus SSTL-100 probado en vuelo y mide menos de 1 metro cúbico (264,2 galAm) y pesa 150 kilogramos (330,7 lb) (bus + carga útil). Fueron lanzados el 29 de agosto de 2008 en un cohete Dnepr desde Baikonur en Kazajistán.

### SkySat
SkySat es una constelación de satélites de observación de la Tierra con resolución submétrica que proporciona imágenes, video de alta definición y servicios de análisis. Planet adquirió los satélites con la compra de Terra Bella (anteriormente Skybox Imaging), una empresa con sede en Mountain View (California) fundada en 2009 por Dan Berkenstock, Julian Mann, John Fenwick y Ching-Yu Hu, adquirida por Google en 2017.
Los satélites SkySat se basan en el concepto CubeSat, utilizando electrónica de procedente del sector del automóvil de bajo costo y procesadores rápidos comercialmente disponibles, pero escalados hasta aproximadamente el tamaño de un minirefrigerador. Los satélites tienen aproximadamente 80 centímetros (31,5 plg) de largo, en comparación con aproximadamente 30 centímetros (11,8 plg) para un CubeSat 3U, y pesan 220 libras (99,8 kg).
El primer satélite SkySat, SkySat-1, se lanzó en un Dnepr-1 desde Yasny, Rusia, el 21 de noviembre de 2013, y el segundo, SkySat-2, se lanzó en un cohete Soyuz 2/Fregat desde Baikonur, Kazajistán, el 8 de julio de 2014. Cuatro SkySat más se lanzaron en el séptimo vuelo del cohete Vega desde Kourou, y otros seis satélites SkySat, junto con cuatro Dove CubeSats, se lanzaron en un cohete Minotaur-C desde la Base de la Fuerza Aérea Vandenberg el 31 de octubre de 2017.

SkySat 1 está orbitando a una altitud de 450 kilómetros (279,6 mi) y tiene un sensor multiespectral, pancromático y de video. Su resolución espacial es de 0,9 metros en su banda pancromática de 400-900 nm, lo que lo convierte en el satélite más pequeño en órbita capaz de tomar imágenes de alta resolución. El sensor multiespectral recopila datos en bandas azul (450-515 nm), verde (515-595 nm), rojo (605-695 nm) e infrarrojo cercano (740-900 nm), todo con 2 metros de resolución.